# Vologes Ridge
Vologes Ridge (englisch; bulgarisch рид Вологес rid Wologes) ist ein vereister, abgeflachter, in ost-westlicher Ausrichtung 5,85 km langer, 1,55 km breiter und bis zu 700 m hoher Gebirgskamm an der Foyn-Küste des Grahamlands auf der Antarktischen Halbinsel. Er ragt 18,15 km westsüdwestlich des Balder Point, 20,55 km nordwestlich des Spur Point und 36,9 km östlich bis nördlich des Slessor Peak im Zentrum des Sleipnir-Gletschers auf.
Britische Wissenschaftler kartierten ihn 1976. Die bulgarische Kommission für Antarktische Geographische Namen benannte ihn 2013 nach dem thrakischen Priester und Krieger Wologes aus dem 1. Jahrhundert v. Chr.